# 汉堡音乐与戏剧学院
汉堡音乐与戏剧学院（德語：Hochschule für Musik und Theater Hamburg，HfMT）位于汉堡，是德国最大的音乐类高校之一。

## 简介
该校成立于1950年，由两所私立学校合并而来，旧名为“国立音乐学院（Staatliche Hochschule für Musik）。
学校提供了多种多样的音乐教育，包括教堂音乐、爵士乐、流行音乐、作曲、器乐表演和声乐等等。戏剧学院提供了戏剧、歌剧和导演等课程。另有一个音乐科学和教育方向的学院，包括音乐学、音乐教育和音乐治疗。
学校位于汉堡外阿尔斯特湖附近，靠近市中心。

## 著名讲师与校友
- 喬治·李蓋蒂（作曲系教授，1973－1988年）
- 丽莎·巴蒂亚什维利
- 陈银淑
- 克里斯托弗·埃申巴赫
- 尤斯图斯·弗朗茨
- 苏珊娜·罗莎
- 伊凡·李布洛夫
- 施安迪（鋼琴教授）